# Върболикови
Върболикови или върбовки (Onagraceae) е семейство покритосеменни растения от разред Myrtales. То включва около 650 вида треви, дървета и храсти, разпространени по целия свят с най-голяма концентрация в Мексико и югозападните райони на Съединените щати.

## Родове
- Calylophus
- Camissonia
- Circaea
- Clarkia
- Epilobium – Върбовка
- Eucharidium
- Fuchsia – Фуксия
- Gaura
- Gayophytum
- Gongylocarpus
- Hauya
- Hemifuchsia
- Heterogaura
- Isnardia
- Jussiaea
- Lopezia
- Ludwigia – Лудвигия
- Megacorax
- Oenothera – Нощна красавица
- Stenosiphon
- Xylonagra